# Пиросмани (филм)
„Пиросмани“ (на грузински: ფიროსმანი) е съветски биографичен филм от 1969 година на режисьора Георги Шенгелая по негов сценарий в съавторство с Ерлом Ахвледиани.
Филмът описва живота на художника наивист Нико Пиросмани, прекарал живота си в бедност, рисувайки картини за тифлиските кръчми, и неразбирането на работата му в академичните среди. Главните роли се изпълняват от Автандил Варази, Додо Абашидзе, Зураб Капианидзе, Теймураз Беридзе.